# Merkury DSH-303

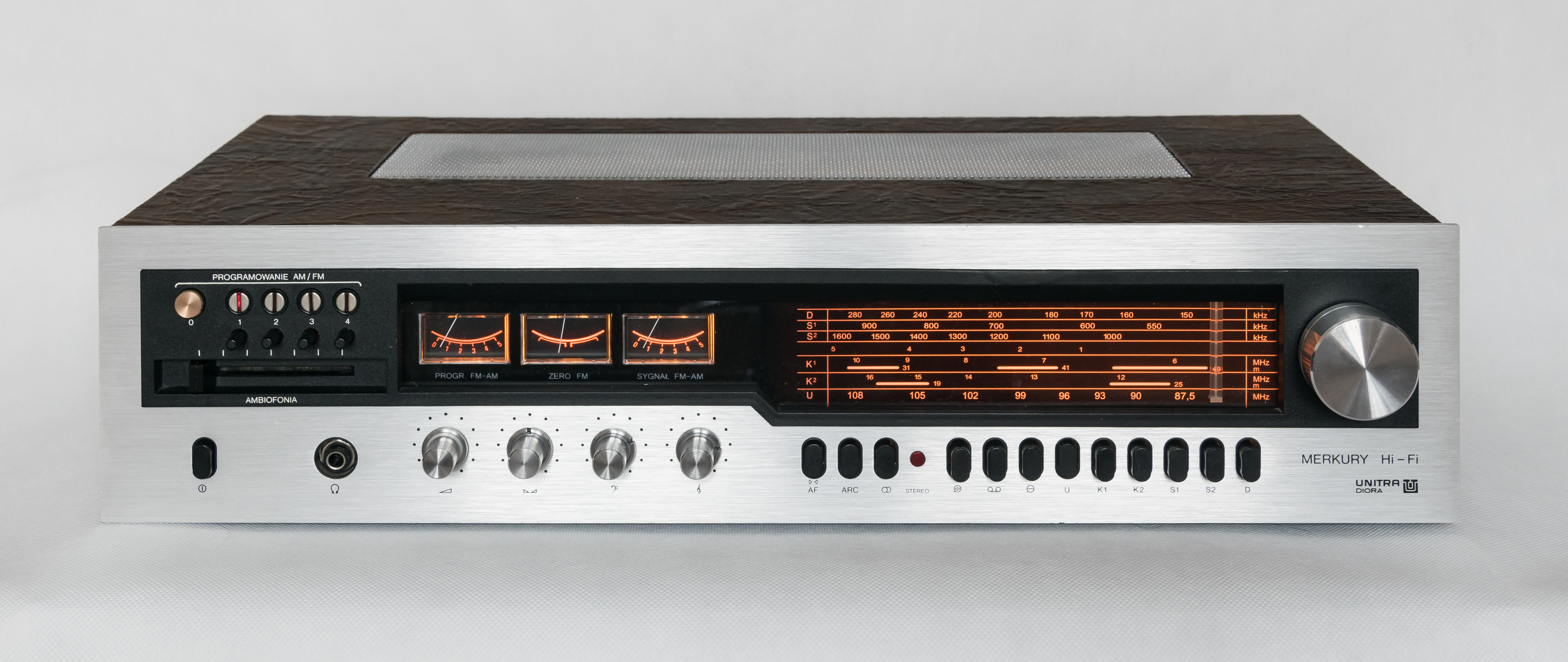
Odbiornik radiowy Merkury DSH-303

Merkury HiFi DSH-303 i DSH-303A – sześciozakresowy, stereofoniczny odbiornik radiowy klasy hi-fi. Produkowany od 1979 r. przez dzierżoniowskie Zakłady Radiowe Diora.
Model ten posiadał wzmacniacz mocy o mocy wyjściowej 2×20W (4 Ω), bazujący na układach hybrydowych GML-025(Unitra-Telpod). Z czasem zmodyfikowany w oparciu o układy STK-077 (Sanyo) i stereodekoder na układzie HA 1156 (Hitachi) 1). Ze względu na różnice zasilania obu końcówek mocy zmieniony został transformator i układ zasilacza, a odbiornik otrzymał oznaczenie DSH 303A. Istniała także wersja DSH-304 z pasmem UKF CCIR produkowana m.in. dla firmy EMERSON. Obudowa drewniana z aluminiowym panelem przednim. Ponadto odbiornik posiadał:
- programator sensorowy czterech stacji w paśmie UKF oraz AM (podświetlane na czerwono, diody LED),
- układ cichego strojenia,
- układ ARCz.

## Wskaźniki
- sygnał stereo, czerwona dioda LED
- programowana stacja
- zero FM
- poziom sygnału

Przy dołączeniu dwóch dodatkowych zestawów głośnikowych tylnych możliwe jest odtwarzanie programów w systemie „quasi quadro” – czyli „prawie kwadro” po polsku: ambiofonicznym (podobnie jak w Radmorach serii 51xx). Poziom ambiofonii regulowany jest za pomocą suwaka znajdującego się pod pokrętłami programatora. Gniazdo słuchawkowe (400 Ω) umieszczone na przednim panelu. Niestety brak było filtru typu „kontur” (Loudness). Merkury HiFi produkowany był w kilku wariantach kolorystycznych: srebrny panel przedni i bursztynowa skala (najliczniej), srebrny panel i niebieska skala, a także odmiany z czarnym panelem i bursztynową bądź niebieską skalą. Te ostatnie spotykane rzadko jako tzw. egzemplarze „targowe” (wystawowe), napis UNITRA (bez Diora) także umieszczony w innym miejscu – u góry. Do odbiornika przeznaczone były dwudrożne zestawy głośnikowe ZG 30/C 114 (30 W, 4 Ω).

## Dane techniczne
Zakresy odbieranych częstotliwości
- DŁUGIE 150–285 kHz
- ŚREDNIE I 525–930 kHz
- ŚREDNIE II 910–1605 kHz
- KRÓTKIE I 5,95–9,775 MHz
- KRÓTKIE II 11,7–15,45 MHz
- UKF 65,5–73,0 MHz

Częstotliwość pośrednia
- AM 465 kHz
- FM 10,7 MHz

Czułość użytkowa
– z anteny ferrytowej:
- DŁUGIE ≤ 1,5 mV/m
- ŚREDNIE ≤ 0,75 mV/m

– z anteny zewnętrznej:
- DŁUGIE ≤ 70 µV
- ŚREDNIE ≤ 50 µV
- KRÓTKIE I ≤ 50 µV
- KRÓTKIE II ≤ 70 µV
- UKF ≤ 3 µV (SEM)

Selektywność
- tor AM ≥ 36 dB przy fs = 1 MHz; ±9 kHz
- tor FM, ≥ 50 dB przy fs = 69 MHz; ±300 kHz

Tłumienie sygnałów o częstotliwości pośredniej
- AM ≥ 36 dB
- FM ≥ 80 dB

Tłumienie sygnałów lustrzanych
- DŁUGIE ≥ 46 dB przy fs = 200 kHz
- ŚREDNIE I ≥ 40 dB w całym zakresie
- KRÓTKIE I ≥ 8 dB przy fs = 8 MHz
- UKF ≥ 60 dB przy fs = 69 MHz

Największy sygnał wejściowy
- AM ≥ 0,5 V z anteny ferrytowej
- FM ≥ 0,7 V

Tłumienie przesłuchu stereofonicznego≥ 30 dB przy fm = 1 kHz
Elektroakustyczna charakterystyka przenoszenia:
AM 40–3500 Hz;
FM 40–12 500 Hz

### Wzmacniacz
moc: Pwyj = 2 × 20 W przy Robc = 2 × 4 Ω, h ≤ 0,7%
pasmo przenoszenia m.cz.: 40–16 000 Hz dla wejść liniowych przy dopuszczalnej nierównomierności ±1,5 dB (przy 1000 Hz)
Czułość wzmacniacza m.cz. przy Pwyj = 2 × 20 W:
- ≤ 300 mV dla gniazda magnetofonu i gramofonu z przetwornikiem piezoelektrycznym
- ≤ 3 mV dla gniazda gramofonu z przetwornikiem magnetoelektrycznym

Zakres regulacji barwy dźwięku: ±12 dB dla 100 Hz i 10 kHz
Ilość półprzewodników:
6 układów scalonych, 29 tranzystorów, 15 diod w tym 5 pojemnościowych i 1 prostownik mostkowy

### Pozostałe
- Zasilanie: sieć 220 V ±10% – 50 Hz
- Dopuszczalny pobór mocy: ok. 100 VA
- Wymiary: 560×125×280 mm
- masa ok. 10 kg

1) – odpowiednik układu HA 1156 to MC 1310P (Motorola), LM 1310, SN 76115, A 290D (RFT) i inne z pętlą PLL; nie posiada krajowego odpowiednika, najbardziej podobnym układem jest UL 1621 (CEMI) jednakże ten jest bardziej zaawansowany technologicznie i w chwili rozpoczęcia produkcji „Merkurego” nie był jeszcze wytwarzany.